# Laurentiuskirche (Deutsch Müllmen)

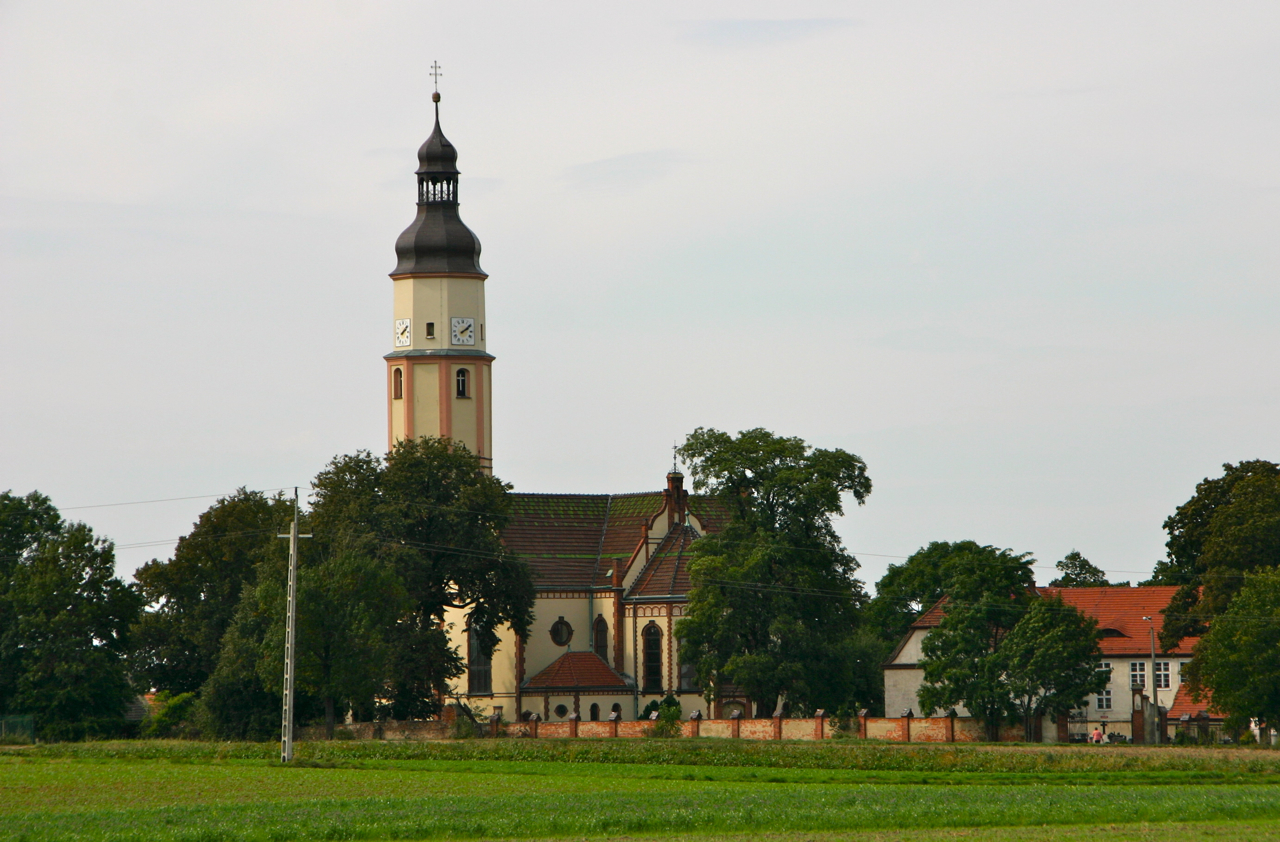
Laurentiuskirche

Die Laurentiuskirche (polnisch Kościół św. Wawrzyńca) ist eine römisch-katholische Kirche in der schlesischen Ortschaft Deutsch Müllmen (Wierzch) in der Woiwodschaft Opole. Die Kirche ist die Hauptkirche der Pfarrei Hl. Laurentius (Parafia św. Wawrzyńca) in Deutsch Müllmen.

## Geschichte

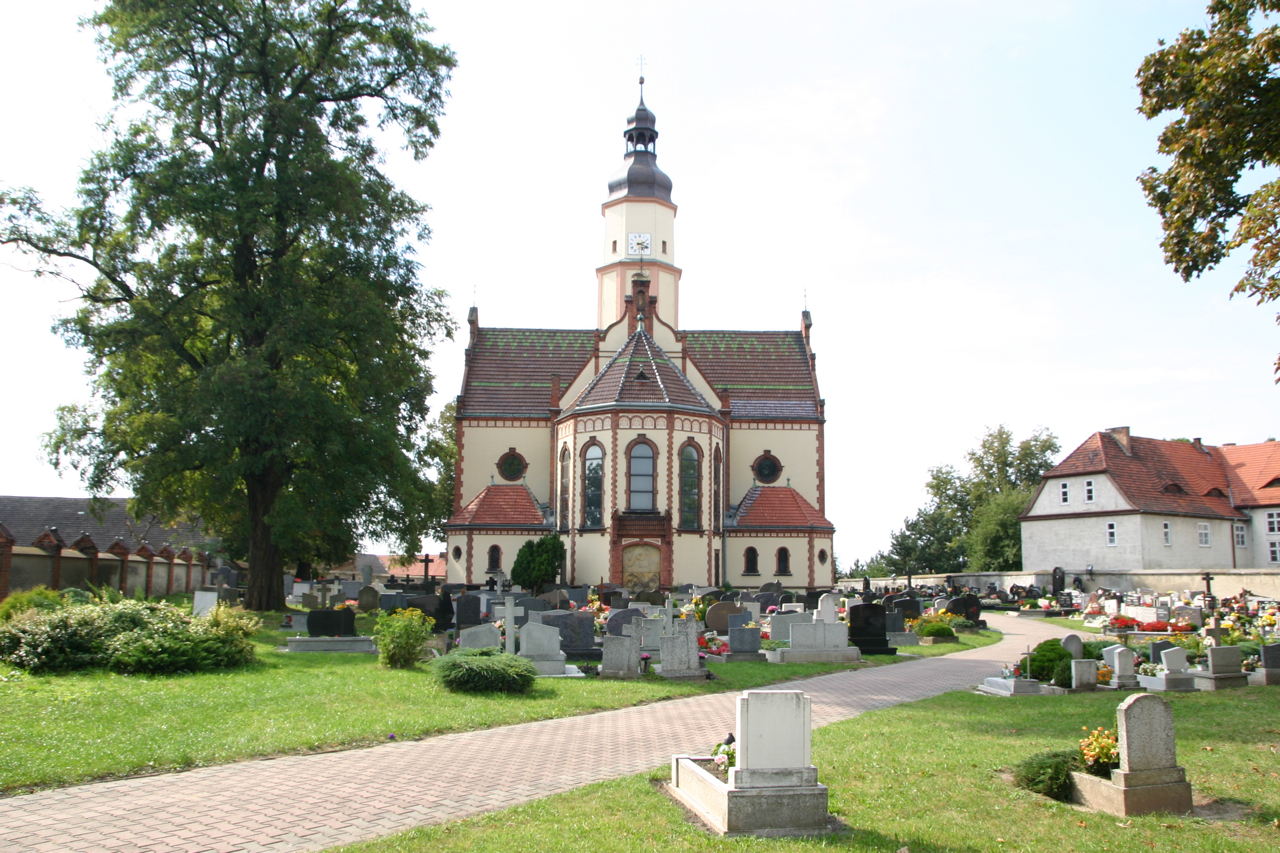
Rückseite mit Chor

Ein erster Kirchenbau entstand in der Mitte des 16. Jahrhunderts. Genaue Angaben zum Bau sind nicht überliefert. 1730 zerstörte ein Feuer einen Teil des Gebäudes sowie sämtliche Kirchenbücher. Nach dem Brand wurde die Kirche erneuert. Der Kirchturm erhielt einen neuen Turmhelm. 1766 zerstörte ein Sturm den Turmhelm. Erst 1776 wurde der Helm wieder errichtet. Unter dem Pfarrer Michael Gallus, welcher von 1786 bis 1806 Pfarrer der Gemeinde war, wurde eine Orgel in der Kirche errichtet.
Ab der Mitte des 19. Jahrhunderts entstanden erste Überlegungen zum Bau einer neuen Kirche. Aufgrund der wachsenden Zahl der Gemeindemitglieder wurde die Kirche zu klein. Unter dem Pfarrer Gorke wurde der Plan zum Bau einer neuen Kirche initiiert. Zunächst war der Ausbau des bestehenden Kirchenschiffs geplant. Aufgrund zu hoher Kosten wurde dieser Plan nicht weiterverfolgt. Unter dem Architekten Ludwig Schneider entstand die Planung zum Abriss des Kirchenschiffs und der Erhaltung des Glockenturms. Der letzte Gottesdienst in der alten Kirche fand an Ostern 1899 statt. Noch am selben Tag begannen die Abrissarbeiten am Langhaus. Bereits im Herbst 1899 war der Rohbau der neuen Kirche fertiggestellt. Im Sommer 1900 wurde der Innenraum fertiggestellt. Die feierliche Weihe der neuen Kirche fand am 20. November 1900 durch den Kardinal Georg von Kopp statt. Der Bau der neuen Kirchen kostete etwa 150.000 Mark.
Die Kirche steht seit 1958 unter Denkmalschutz.

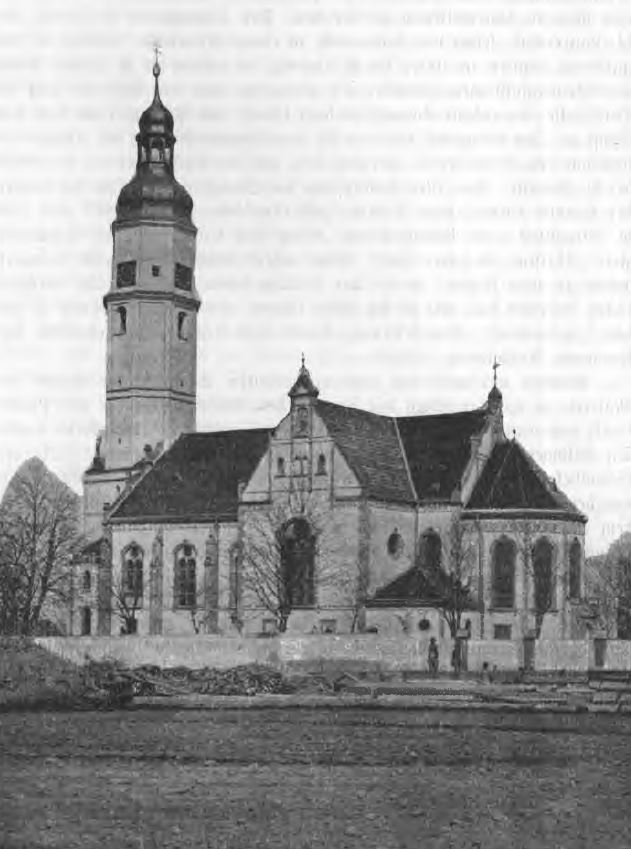
Aufnahme der Kirche von 1905
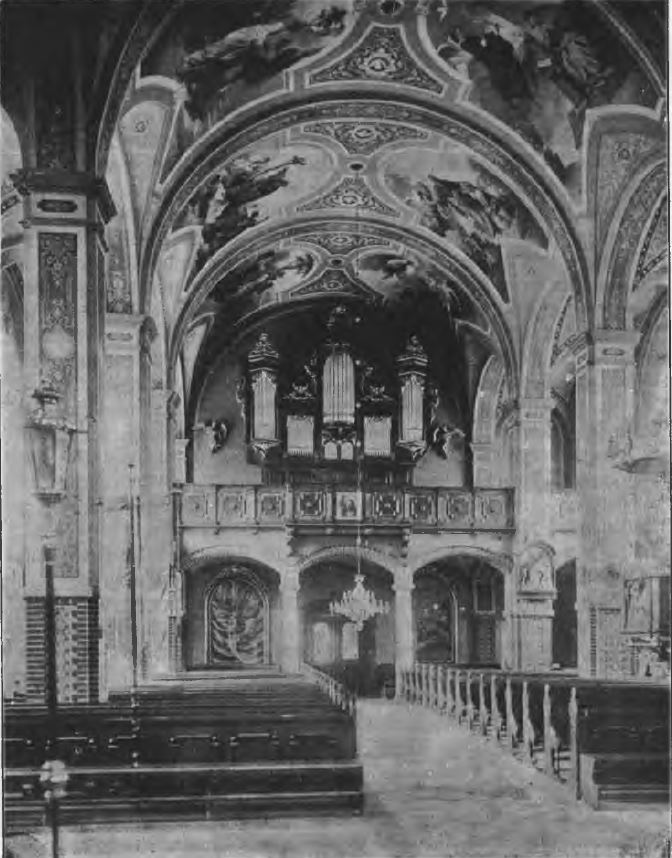
Innenansicht mit Orgel 1905
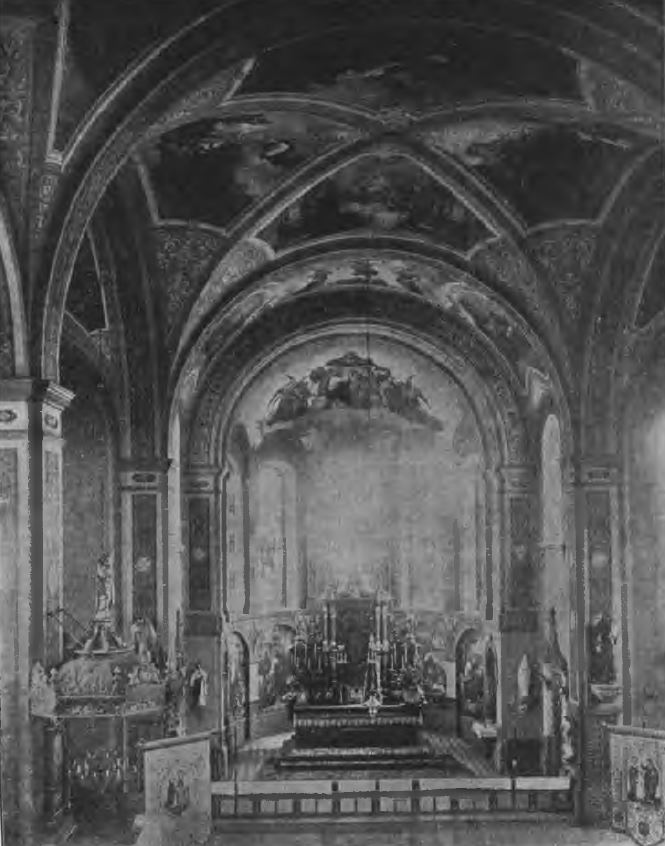
Innenansicht mit Altar 1905

## Architektur und Ausstattung

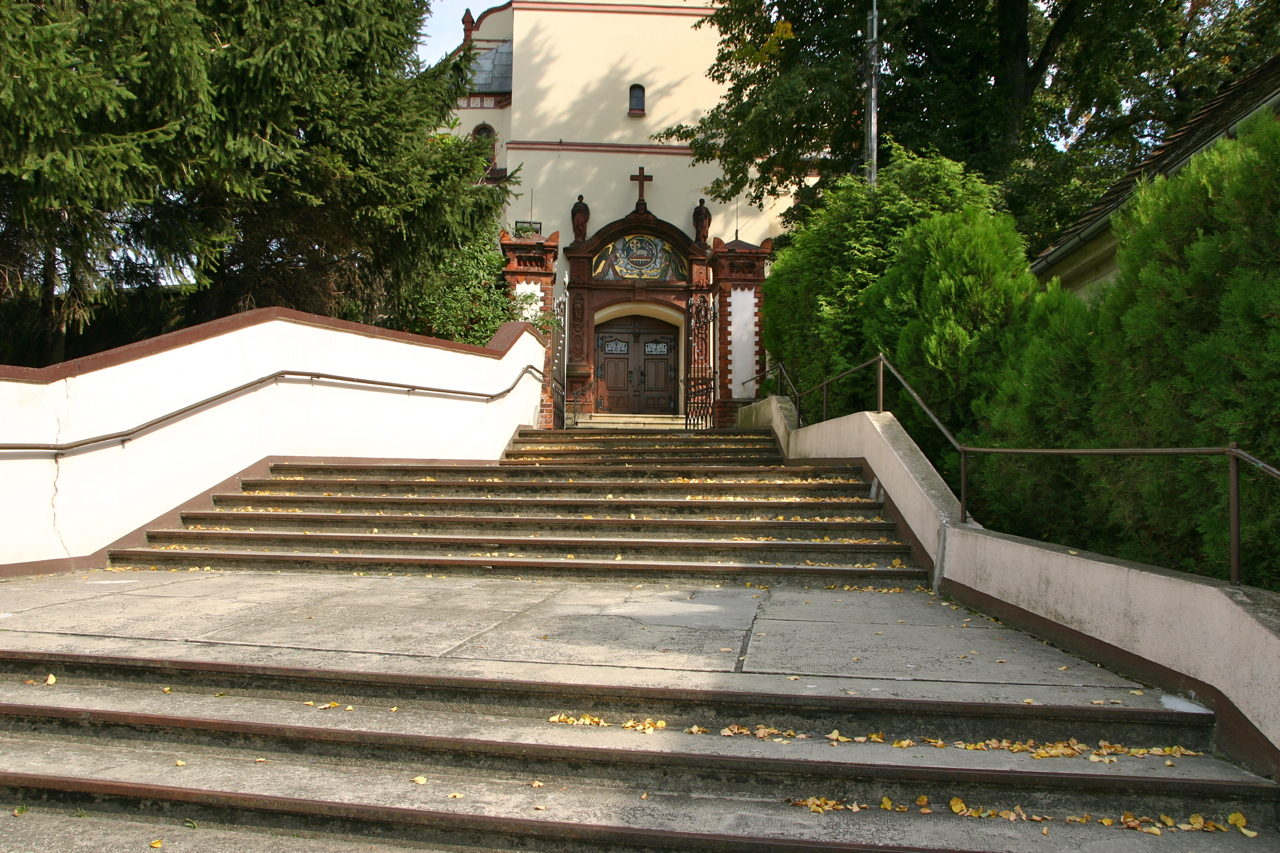
Blick zum Portal

Der Kirchenbau aus Backstein entstand im Stil der Neorenaissance. Das dreischiffige Langhaus besitzt einen kreuzförmigen Grundriss. Der zehneckige Chor besitzt an der Nordseite die Sakristei sowie an der Südseite einen Beichtstuhl. Der Glockenturm besitzt eine Zwiebelhaube mit Laterne, welche ebenfalls 1900 erneuert wurde. Der Glockenturm besitzt ein reichverziertes Portal mit einem Glasmosaik. Am Kirchturm befinden sich Epitaphe aus dem 16. Jahrhundert.